# Chidananda Saraswati

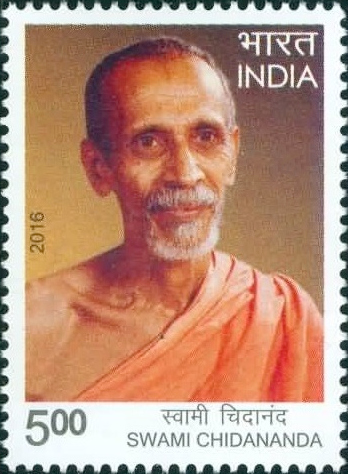
Chidananda Saraswati

Swami Chidananda Saraswati, geboren als Sridhar Rao (24 september 1916 - 28 augustus 2008) was de voorzitter van de Divine Life Society in Rishikesh, India.
Hij was een student van Swami Sivananda sinds 1943 en hij volgde hem op als voorzitter bij zijn dood in 1963, waar hij sinds 1948 al voorzitter van was. Hij werd geïnitieerd in de Sannyas orde door Sivananda op de dag van Guru Purnima, 10 juli 1949, waarbij hij zijn spirituele bijnaam Chidananda Saraswati ontving, dat de herbenoemde in het hoogste bewustzijn en gelukzaligheid betekent.
Chidananda had een grote bekendheid in India als yogi, jnani en spiritueel leider. Hij is schrijver van enkele tientallen boeken over yoga en spiritualiteit. Zijn bekendste werk is Light Fountain.